# 新特羅伊茨凱 (伊久姆區)
49°24′16″N 36°28′12″E / 49.40444°N 36.47000°E
新特羅伊茨凱（烏克蘭語：Новотроїцьке）是位於烏克蘭東部的村莊，由哈爾科夫州伊久姆區的頓涅茨市鎮負責管轄。該村距離基謝利4公里，始建於1929年，面積0.35平方公里，海拔高度114米，2001年人口55。